# 井深大
井深 大（いぶか まさる、1908年（明治41年）4月11日 - 1997年（平成9年）12月19日）は、日本の電子技術者、実業家、教育者、弁理士。位階は正三位。
栃木県上都賀郡日光町（現在の日光市）出身。盛田昭夫とともにソニーの創業者の一人。

## 生涯

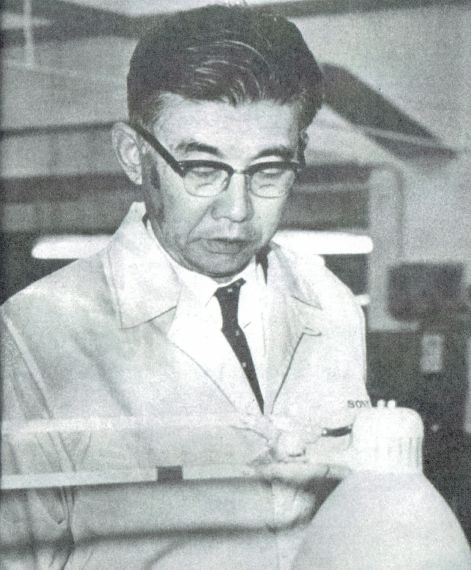
財界研究社『財界』新年特大号（1964）より

祖先は会津藩の家老であり、親戚には飯盛山で自刃した白虎隊の井深茂太郎や明治学院総理を歴任した井深梶之助、ハンセン病に一生を捧げカトリック看護師協会の会長を歴任した井深八重がいる。日露間で樺太・千島交換条約が締結された後、祖父基が公務員として千島列島を巡回し、明治11年に占守島を訪れているが、その際に現地で撮影された集合写真に収まっていた吏員の一人が祖父基であることを後に井深大自身が確認している。2歳の時、青銅技師で水力発電所建設技師であった父、甫の死去に伴い、愛知県安城市に住む祖父のもとに引き取られる。
母さわと共に5歳から8歳まで東京に転居、その後は再び愛知県へ戻り、安城第一尋常小学校（現在の安城市立安城中部小学校）卒業。のちに再婚した母に従い、母の嫁ぎ先の神戸市葺合区（現在の中央区）に転居。兵庫県立第一神戸中学校(のちの兵庫県立神戸高等学校)、第一早稲田高等学院、早稲田大学理工学部卒業。学生時代から奇抜な発明で有名であった。早稲田大学時代にキリスト教徒の恩師山本忠興の影響で日本基督教会（のちの日本基督教団）富士見町教会に通うようになり、洗礼を受けてキリスト教徒になる。卒業論文は「変調器としてのケルセル 附光線電話」。
東京芝浦電気（のちの東芝）の入社試験を受けるも不採用。大学卒業後、写真化学研究所（Photo Chemical Laboratory、通称：PCL） に入社、取締役であった増谷麟の屋敷に下宿する。学生時代に発明し、PCL時代に出品した「走るネオン」がパリ万国博覧会で金賞を獲得。後に日本光音工業に移籍。その後、日本光音工業の出資を受けて、日本測定器株式会社を立ち上げて、常務に就任した。日本測定器は軍需電子機器の開発を行っていた会社であり、その縁で戦時中のケ号爆弾開発中に盛田昭夫と知り合う。
敗戦翌日に疎開先の長野県須坂町（現須坂市）から上京し、2か月後の1945年（昭和20年）10月、東京・日本橋の旧白木屋店内に個人企業東京通信研究所を立ち上げる。後に朝日新聞のコラム「青鉛筆」に掲載された東京通信研究所の記事が盛田昭夫の目に留まり、会社設立に合流する。翌年5月に株式会社化し、資本金19万円で、義父の前田多門（終戦直後の東久邇宮内閣で文部大臣）が社長、井深が専務（技術担当）、盛田昭夫が取締役（営業担当）、太刀川正三郎が取締役（経理財務担当）、増谷麟が監査役、社員20数人の東京通信工業（後のソニー）を創業。
以来、新しい独自技術の開発に挑戦し、一般消費者の生活を豊かに便利にする新商品の提供を経営方針に活動を展開。そして、多くの日本初、世界初という革新的な商品を創りだし、戦後日本経済の奇跡的な復興、急成長を象徴する世界的な大企業に成長していった。

### 東京通信工業（後のソニー）創業後の略歴
- 1946年（昭和21年）：東京通信工業（後のソニー）株式会社を創業し、代表取締役専務に就任
- 1950年（昭和25年）：東京通信工業（後のソニー）代表取締役社長に就任
- 1951年（昭和26年）：テープレコーダーを発売
- 1955年（昭和30年）：トランジスタラジオを発売
- 1958年（昭和33年）：それまで商標名としていたSONYを商号に採用し、ソニー株式会社に商号変更
- 1961年（昭和36年）：トランジスタテレビを発売
- 1962年（昭和37年）：日本映画・テレビ録音協会初代名誉会員に選出
- 1964年（昭和39年）：家庭用ビデオ・テープレコーダーを発売
- 1968年（昭和43年）：日本テキサス・インスツルメンツ株式会社 初代 代表取締役社長に就任
- 1971年（昭和46年）：ソニー代表取締役会長に就任
- 1972年（昭和47年）：国鉄理事に就任
- 1976年（昭和51年）：ソニー取締役名誉会長に就任、発明協会会長に就任
- 1977年（昭和52年）：国鉄理事を退任、井深賞設立
- 1979年（昭和54年）：日本オーディオ協会会長に就任
- 1987年（昭和62年）：鉄道総合技術研究所会長に就任
- 1990年（平成2年）：ソニーファウンダー（創業者）・名誉会長に就任
- 1994年（平成6年）：ソニーファウンダー（創業者）・最高相談役に就任

## 製品
- トランジスタラジオ
アメリカで開発されたトランジスタの国内生産に成功し、それを利用したトランジスタラジオを世に送り出し、現在の電子立国日本の基礎を築く。
- トリニトロンテレビ
当初はクロマトロン方式にチャレンジしたソニーだったが、5年間の努力を続けても製品としての完成はほど遠かった。だが、その過程で全く新しい方式のブラウン管であるトリニトロンの開発に成功。色選別機構のアパチャーグリル、1ガン3ビームの電子銃、縦方向にゆがみのないシリンドリカルスクリーン・スクェアコーナーなど、独自技術により高性能を実現。他社がシャドーマスク方式のブラウン管を採用していた中で、技術のソニーを見せつける製品となった。
その後、シャドーマスク方式も改良が続けられ、画面の平面性などでトリニトロンに匹敵するまで進化したものの、元々の素性の良さとブランドイメージの強さにより、トリニトロンの高付加価値製品としての地位が揺らぐことはなかった。ただし一世を風靡したトリニトロンへの傾注と世界規模での巨額投資（日本、アメリカ、メキシコ、シンガポール、イギリスなど）により液晶への切り替えが遅れた感は否めない。
- ベータマックス
家庭用ビデオテープレコーダーでは、自社開発によるベータマックスを推進。結果的に別方式であるVHSに市場で完敗の結果となり、ソニーもVHSを一般市場に向けて生産する判断を行った。だが、ベータマックスやそれ以前からのビデオテープレコーダー開発により取得していた関連特許はVHSにも多く使用されている。また、放送用機材をはじめとする業務用途において、現在でもベータマックスの進化系フォーマット（BETACAM等）が一部で使用されている。

## エピソード
- 国内でアマチュア無線が昭和2年に解禁される前に、既に違法に送受信して遊んでいた。
- 晩年には、身体の自由は利かなくなっており、車いすでの移動を余儀なくされた。だが、当時の側近の言に因れば、最後の最後まで頭ははっきりしていたという。また、「今、なにがやりたいですか？」の問いには「小さい会社を作って、またいろいろチャレンジしたいね」との返答をしたという。
- 共にソニー創業者である盛田昭夫らは、井深が海外出張などの知見を広げる旅程から戻ると「どうですか？10年後を見てきましたか？」と彼に陽気に聞いたという。
- 井深の葬儀の際、江崎玲於奈は弔辞で以下の内容を述べた。

「温故知新、という言葉があるが、井深さんは違った。未来を考え、見ることで、現在を、明日を知るひとだった」
- 一例に、1980年代前半ごろのエピソードで、井深が当時の新素材についてソニー社内の担当責任者にその可能性について意見を聞いた際、その返答は満足のゆくものではなかった。担当者は、現在出来ること、近く出来ることと可能性を話したが、井深は以下の内容を言ったという。
「なぜ、そういう考え方をするのか。そんな数年後ではない。1990年や、2000年でもなく、2010年、2020年にはどうなっているしどうなるべきだから、という考えかたをしないといけない」。
- 1987年、ソニーがスポンサーとなりIEEE井深大コンシューマー・エレクトロニクス賞が創設された。
- 家族で読売ジャイアンツのファンだったという[5]。

## 社会貢献活動
教育活動
教育活動に熱心にとりくみ、1969年（昭和44年）に幼児開発協会、1972年（昭和47年）にソニー教育振興財団を設立し理事長に就任。また、1985年（昭和60年）にはボーイスカウト日本連盟理事長にも就任している。教育の持論は「この人の能力はこれだけだと決め付けていたらその人の能力は引き出せません。」だった。
社会福祉
一方で、井深の次女に知的障害があったことはあまり知られていない。しかし次女との関係を通じて、障害者が自立出来る社会を経営者の立場から考えていた。それがきっかけとなり、1978年に大分県に身体障害者が働ける工場『サンインダストリー』（後のソニー・太陽）が建設された。また、生産施設を備えた社会福祉法人「希望の家」（栃木県鹿沼市）への支援も行った。

## 主な著作
- 『幼稚園では遅すぎる』 （1971年）
- 『0歳からの母親作戦』 （1979年）
- 『あと半分の教育 : 心を置き去りにした日本人』ごま書房、1985年11月1日。NDLJP:12038869。
- 『わが友本田宗一郎』 （1991年）
- 『胎児から』 （1992年）

## 顕彰
- 1979年（昭和54年）- 早稲田大学より「名誉博士 (Honorary Doctor of Science, Hon. D.Sc.)」
- 1989年（平成元年）- 文化功労者

## 受賞
- 1972年 - IEEEファウンダーズメダル
- 1976年 - NHK放送文化賞
- 1986年 - エドゥアルト・ライン財団名誉リング

## 栄典
- 1986年（昭和61年）- 勲一等旭日大綬章
- 1992年（平成4年）- 文化勲章（評価された分野は「電子技術」）[6]
- 1997年（平成9年）- 贈正三位、贈勲一等旭日桐花大綬章（没後叙位叙勲）[6]

## 家族
- 曽祖父・井深数馬 - 会津藩士
- 祖父・井深基 - 会津藩士。元朱雀隊員。藩主とともに津軽の斗南藩に移住後、廃藩置県を機に北海道に移住、北海道開拓使の役人となり、深野一三に重用され、深野に従い愛知県に異動、県の商工課長、郡長などを歴任、新田開発などで活躍した[7]。
- 大叔父・石山虎之助 - 祖父の実弟。白虎隊として飯盛山で自死。
- 父・井深甫 - 古河鉱業技師。新渡戸稲造の門下生で旧制札幌中学から東京高等工業学校電気化学科に進み、洋書を頼りに独力で小さな水力発電をつくったことが評価されて古河鉱業に採用されたが、同社日光精銅所に勤務中、31歳で病死[7]。
- 母・さわ - 北海道苫小牧出身。日本女子大学卒。夫没後、日本女子大附属幼稚園教師を経て再婚[7]。
- 妻・勢喜子 - 前田多門の娘。野村胡堂の紹介で1936年に結婚し一男二女を儲けたが、1965年離婚[7]。
- 妻・黒沢淑子 - 親戚。1965年再婚[7]。
- 長男・井深亮 - 社会福祉法人「希望の家」元理事長。『父井深大: 経営者として、教育者として、家庭人として』を上梓。

## 評伝
- 武田徹『井深大 生活に革命を』ミネルヴァ書房〈日本評伝選〉、2018年。ISBN 978-4623084623

## 出演
- わたしの自叙伝「井深大〜トランジスターラジオ誕生のころ〜」（1980年9月18日、NHK）[8]

## 関連人物
- 野村胡堂 - 小説家。東京在住時の近隣の住人で、幼少からの知人。その縁で、ソニー創設期に運営資金の貸付をしている。
- 盛田昭夫
- 岩間和夫
- 木原信敏
- 前田多門 - ソニーの初代社長[9]、文部大臣。次女勢喜子[10]が井深夫人[11]だったが、前田の没後に離婚。（長男の井深亮「父井深大」（ごま書房、1998年）に詳しい。）
- 中島平太郎 - NHKよりソニーにヘッドハンティングされる。その時の井深大の囁いた「物作りは楽しいぜ、来なよ」との台詞が知られる。
- 増谷麟
- 本田宗一郎
- 藤沢武夫
- 井深宅右衛門#井深家
- 幼松会 - 会津出身の団体顧問